# Langenfeld (Bajorország)
Langenfeld település Németországban, azon belül Bajorországban. Lakosainak száma 1056 fő (2023. december 31.).

## Népesség
A település népessége az elmúlt években az alábbi módon változott:
| Lakosok száma | 517  | 826  | 726  | 779  | 991  | 987  | 1016 | 1022 | 1066 | 1056 |
|               | 1875 | 1950 | 1975 | 1987 | 2012 | 2014 | 2016 | 2017 | 2021 | 2023 |